# Villanueva de Huerva (kommun i Spanien)
Villanueva de Huerva är en kommun i Spanien.   Den ligger i provinsen Provincia de Zaragoza och regionen Aragonien, i den nordöstra delen av landet, 250 km öster om huvudstaden Madrid. Antalet invånare är 559. Arean är 78 kvadratkilometer. Villanueva de Huerva gränsar till Aguilón.
Terrängen i Villanueva de Huerva är platt åt nordväst, men åt sydost är den kuperad.